# Sclerobunus
Genre
Synonymes
- Cyptobunus Banks, 1905

Sclerobunus est un genre d'opilions laniatores de la famille des Paranonychidae.

## Distribution
Les espèces de ce genre se rencontrent aux États-Unis et au Canada.

## Liste des espèces
Selon World Catalogue of Opiliones (20/05/2021) :
- Sclerobunus cavicolus (Banks, 1905)
- Sclerobunus glorietus Briggs, 1971
- Sclerobunus idahoensis Briggs, 1971
- Sclerobunus jemez Derkarabetian & Hedin, 2014
- Sclerobunus klomax Derkarabetian & Hedin, 2014
- Sclerobunus madhousensis (Briggs, 1971)
- Sclerobunus nondimorphicus Briggs, 1971
- Sclerobunus robustus (Packard, 1877)
- Sclerobunus skywalkeri Derkarabetian & Hedin, 2014
- Sclerobunus speoventus Derkarabetian & Hedin, 2014
- Sclerobunus steinmanni Derkarabetian & Hedin, 2014
- Sclerobunus ungulatus (Briggs, 1971)

## Publication originale
- Banks, 1893 : « The Phalangida Mecostethi of the United States. » Transactions of the American Entomological Society, vol. 20, p. 149–152 (texte intégral).